# Mark Knopfler
Mark Freuder Knopfler (Glasgow, Escòcia, 12 d'agost de 1949) és un guitarrista i cantant escocès conegut per la seva feina amb la banda Dire Straits, que va liderar. Paral·lelament va llançar àlbums en solitari, va escriure bandes sonores i va muntar encara una altra banda, The Notting Hillbillies. També va participar en el treball d'altres artistes com Bob Dylan i B. B. King, i va produir àlbums per a Tina Turner, Randy Newman i, novament, Dylan. Al llarg de la seva carrera ha fet més de quatre-cents concerts a més de trenta països.
És reconegut mundialment tant per la seva tasca de compositor com per la seva faceta de guitarrista, amb un estil de gran virtuosisme que el situa entre els més grans del pop-rock.

## El seu començament
Mark Knopfler era el segon de set germans. Als nou anys es traslladen a les vores del riu Tyne, i allà va ser on va agafar el gust de guitarrista.
Amb tretze anys, en Mark assoleix la seva primera classe de Música i ja col·leccionava fotos de guitarristes famosos. Amb quinze anys es compra la seva primera guitarra, no gran cosa, però ell s'esforçava cada dia per aprendre més. Aquell mateix any, ell i el seu germà es traslladen a Londres i formen un grup anomenat Brewer's droop. El grup no era gaire conegut, així que es va dissoldre ràpidament. Ell i el seu germà van continuar fent la seva vida i en una festa del 1972, van conèixer a un baixista i van formar un grup amb l'antic bateria de Brewer's droop. No tenien gaire diners i, per això, un membre del grup va decidir canviar el nom del grup per Dire Straits, que vol dir alguna cosa com situació desesperada a causa de la misèria econòmica.

## Salt a la fama: etapa Dire Straits
El juliol de 1977, graven una maqueta de cinc cançons amb les quals es donen a conèixer al gran públic, gràcies a la difusió que en va fer el crític i presentador musical Charlie Gillet en el seu programa Honky Tonk de la BBC Radio London. Després d'algunes actuacions posteriors que els van permetre donar-se a conèixer encara més, els Dire Straits firmen un contracte amb Phonogram Records gràcies a la perspectiva d'un dels seus executius, John Stainze; qui els posa en contacte amb el representant Ed Bicknell, de l'agència NEMS, qui alhora aconsegueix col·locar-los com a teloners del grup americà Talking Heads en la seva gira britànica de principis de 1978.
El 1978, aconsegueixen publicar el seu primer àlbum, titulat simplement Dire Straits. Va generar èxit Sultans of Swing. Després d'aquell àlbum van continuar publicant àlbums mentre que el personal de la banda anava canviant. David i Mark es van enfrontar pel protagonisme que tenia aquest últim a la banda. Durant els anys 1980, la banda va evolucionar musicalment cap a una major complexitat mentre es convertia en un conjunt de músics més variat i més gran. El 1985 només John i Mark continuaven a la banda. Aleshores van publicar Brothers In Arms, un èxit sense precedents que els va llançar definitivament a la fama. Artistes de la talla de Sting i Eric Clapton varen col·laborar amb la banda en aquella època.
Després d'una etapa de silenci a finals dels 80, Dire Straits va tornar als inicis dels 90 amb el seu últim àlbum On Every Street, amb una clara influència country. No va aconseguir les mateixes vendes que Brothers in Arms i va tenir crítiques polaritzades. Finalment, el 1995 la banda es va dissoldre. El mateix any va rebre un premi Ondas especial per la seva trajectòria internacional en la història de la música pop.

## Projectes paral·lels
Knopfler s'havia guanyat certa reputació com a músic d'estudi. El 1979 Bob Dylan li va trucar per a les sessions de Slow Train Coming, que inclou la coneguda "Man Gave Names To All The Animals". Dylan havia escoltat el single de "Sultans of Swing" i va contactar amb ell el 29 de març després d'un concert a Los Angeles. Per la gravació a Alabama, Knopfler va recomanar a Pick Withers, el bateria de Dire Straits. El 1980 col·labora en el disc "Solo in Soho" de Phil Lynnot, baixista i cantant de Thin Lizzy, concretament en el tema "King's Call".
El 1983, mentre tocava amb Dire Straits, Knopfler va compondre la primera d'una llarga sèrie de bandes sonores, "Local Hero" en la que van col·laborar la majoría dels seus companys. A Guy Fletcher, el teclista que es va incorporar a la formació poc després, el van conèixer el 1984, durant la gravació d'una d'aquestes bandes sonores. Fletcher va seguir col·laborant amb Knopfler en la seva carrera en solitari i en altres bandes sonores com The Princess Bride (1987) o Last Exit To Brooklyn (1989): el seu treball més ambicios com a compositor. L'estil de Knopfler en les seves bandes sonores s'acosta en general al so anomenat celta, tot i que també podem trobar exemples d'altres estils com el country. El 1993, es va publicar Screenplaying; una recopilació dels millors temes d'algunes de les seves bandes sonores. Posteriorment també ha compost les bandes sonores de les pel·lícules "Wag the dog" (1998), "Metroland" (1999), "A shot at glory" (2002) i la pel·lícula de producció espanyola "Altamira" (2016).
En l'etapa de silenci de Dire Straits a finals dels anys 80, Mark Knopfler es trobava saturat de l'esforç que havia suposat la gira mundial de l'àlbum Brothers in Arms. A més, l'estil musical de la banda li impedia publicar cançons més personals d'estils més minoritaris com el country o el blues. Per això, en aquells anys en els quals Dire Straits no publicava res, Knopfler va aprofitar per publicar un disc amb el guitarrista de country Chet Atkins, el 1990 (més endavant, l'any 2006, tornaria a publicar un àlbum de country en col·laboració amb un altre músic, la cantant Emmylou Harris). El 1988 torna a col·laborar amb Bob Dylan en Down in the Groove, en el que coincideix amb altres grans com Clapton. Amb Steve Phillips, Brendan Crocker i Guy Fletcher va agrupar la banda Notting Hillhillies, que va publicar un únic àlbum d'estudi, encara que s'han reunit amb freqüència per fer gires durant els anys 1990.

## Etapa en solitari
L'any 1996 inicia la seva carrera en solitari amb el disc Golden Heart, acompanyat d'un grup de músics reclutats per a l'ocasió entre els quals es manté Guy Fletcher, membre de Dire Straits des dels temps de Brothers in Arms i d'altres músics, tant britànics com americans.
A Golden Heart, li seguirien Sailing to Philadelphia i The Ragpicker's Dream. Abans d'iniciar la gira de presentació d'aquest darrer disc va patir un accident de motocicleta que li va fracturar diversos ossos i el va obligar a cancel·lar la gira.
Va reprendre l'activitat discogràfica amb els discos Shangri-La (2004), Kill To Get Crimson (2007), Get Lucky (2009), Privateering (2013) i Tracker (2015) darrer disc fins a la data. L'any 2006 també va publicar un disc de duets amb la cantant country Emmylou Harris, amb qui va emprendre també una gira de concerts.
La seva música en aquesta època ha evolucionat cap a les arrels folk, blues i country en un estil intimista i cada vegada més allunyat del rock de grans estadis que coneixeria en l'època de major èxit de Dire Straits.
Ha creat el seu propi estudi de gravació British Grove Studio on enregistra els seus propis discos i que també és utilitzat per altres músics.

## Discografia

### En solitari
- Golden Heart (1996)
- Sailing to Philadelphia (2001)
- The Ragpicker's Dream (2003)
- Shangri-La (2004)
- One Take Radio Sessions (2005)
- Kill To Get Crimson (Setembre de 2007)
- Get Lucky (2009)
- Privateering (2013)
- Tracker (2015)
- Down the Road Wherever (2018)
- One Deep River (2024)

### Bandes Sonores
- Un personatge genial (Local Hero)
- Cal
- The Princess Bride
- Last Exit To Brooklyn
- Metroland
- Wag The Dog
- A Shot at Glory
- Comfort and Joy
- Altamira

### Dire Straits
- Dire Straits
- Comuniqué
- Making Movies
- Love Over Gold
- ExtenDancePlay (EP)
- Alchemy (en directe, doble LP)
- Brothers In Arms
- Money for Nothing (recopilatori)
- On Every Street
- On The Night (en directe, doble LP)
- Encores (en directe, EP; és un complement a On The Night)
- Live At The BBC (en directe, recollint un concert del 1978 més una peça tocada el 1981)

### Altres
- Real Live Roadrunning DVD (amb Emmylou Harris) Nov 2006
- All the Roadrunning (Mark Knopfler i Emmylou Harris) Abril 2006
- Missing...Presumed Having a Good Time (The Notting Hillbillies)
- Neck and Neck (amb Chet Atkins)
- Slow Train Coming (amb Bob Dylan)
- Infidels (amb Bob Dylan)
- Release (amb David Knopfler)
- Never Told A Soul (amb John Illsley)
- Glass (amb John Illsley)
- Sea Fever (com William Topley)